# Badmotorfinger
Badmotorfinger ist das dritte Studioalbum der Rockband Soundgarden. Es wurde im Oktober 1991 durch A&M Records veröffentlicht. Als erste Single des Albums wurde – abgesehen von dem bereits zuvor in einer anderen Version veröffentlichten Room a Thousand Years Wide – Jesus Christ Pose ausgekoppelt, es folgten im selben Jahr Outshined und 1992 Rusty Cage. 1992 war das Album für einen Grammy als „Beste Metal-Performance“ nominiert.

## Stil
Musikalisch wurden Soundgarden auf Badmotorfinger mit einer Mischung aus Black Sabbath und Led Zeppelin verglichen. Langsame Stücke mit schweren Riffs wie Outshined oder New Damage mischen sich mit schnellen und experimentellen Liedern wie etwa Rusty Cage. Dabei wird mit unterschiedlichen Gitarrenstimmungen gearbeitet, so ist bei Jesus Christ Pose und Outshined die E-Saite auf D gestimmt (Dropped D), bei Rusty Cage, Holy Water und Searching with My Good Eye Closed auf H. Auch komplexe Taktarten finden Verwendung, etwa ein 7/4-Takt in Outshined und ein 9/8- und 6/4-Takt bei Face Pollution.
Im Kerrang-Magazine war zu lesen, die Band habe das Album mit dem White Album der Beatles verglichen. Im deutschen Rock Hard bezeichnete die Band dies als „Unsinn“. Man habe 23 Songs zur Verfügung gehabt und 19 aufgenommen, von denen zwölf auf das Album kamen, man habe keine Lust auf ein Doppelalbum gehabt. Beim Songwriting waren Bassist Ben Shepherd und Schlagzeuger Matt Cameron darauf bedacht, auch schnellere Stücke zu verfassen und „nicht immer nur diese heavyslowen Songs“. Bei den Texten auf Badmotorfinger nannte Gitarrist Kim Thayil „Wahrheit“ als ein zentrales Motiv – auch habe „jedes Album“ der Band etwas mit „Religiosität“ zu tun. Als musikalische Einflüsse für die Melancholie der Band nannte Thayil neben der allgemeinen Stimmung im Nordwesten der USA unter anderem britische Bands wie Killing Joke, Wire und Bauhaus. Darüber hinaus distanzierte er sich besonders vom Glam Metal:

„Wir sind heavy, aber nicht Metal. Die Leute, die heute Radio hören oder MTV sehen, entwickeln langsam neue Hörgewohnheiten. Das liegt wiederum an den Erfolgen von Metallica, Jane’s Addiction, Faith No More, Slayer...“

## Entstehungsgeschichte
Nach dem Album Louder Than Love hatte Ur-Bassist Hiro Yamamoto die Band verlassen, um auf das College zurückzukehren. Er wurde durch Jason Everman ersetzt, der aber nur für einige Konzerte in der Band blieb. Anfang 1990 folgte ihm Ben Sheperd, der einiges zum Songwriting von Badmotorfinger beitrug und im März und April 1991 das Album mit einspielte. Als Produzent wurde wie schon auf Louder Than Love erneut Terry Date ausgewählt. Das Album erschien im Oktober 1991, kurz nach Nirvanas Nevermind.
Soundgardens Plattenfirma A&M hatte bereits mit Badmotorfinger den großen Durchbruch erhofft. Das Album brachte Soundgarden auch einige mediale Aufmerksamkeit, es erreichte Platz 39 in den USA, Nirvanas weltweiter Erfolg war zu dieser Zeit jedoch ungleich größer. Vor Nevermind waren Soundgarden als Metal- bzw. Hardrock-Band vermarktet worden. So spielten sie 1991, nach einer Headliner-Tour im Oktober und November im Vorprogramm der Use-Your-Illusion-Tour von Guns N’ Roses, wodurch die Band erstmals in großen Stadien auftrat und ihren Bekanntheitsgrad steigern konnte. Im Februar 1992 begleiteten Soundgarden Skid Row auf ihrer Slave-to-the-Grind-Tour, anschließend tourte die Band in Europa und erneut in den Vereinigten Staaten. Im Sommer 1992 war die Band erneut Bestandteil der Use-Your-Illusion-Tournee, gemeinsam mit Faith No More. Unmittelbar anschließend folgten Auftritte bei den Lollapalooza-Festivals mit Red Hot Chili Peppers, Pearl Jam und Ministry.

## Rezeption
Die Zeitschrift Visions nannte Badmotorfinger in ihrer Liste der „150 Alben für die Ewigkeit“ 2003 auf Platz 78.
Die Redaktion des Rock-Hard-Magazins platzierte das Album in ihrer 500 Titel umfassenden Bestenliste auf Platz 71. Im Magazin hob Holger Stratmann damals das zum Teil gesteigerte Tempo der Stücke hervor und bezeichnete Rusty Cage als einen „der besten Powersongs des Jahres“. Die Platte sei ein „Feuerwerk voller Emotionen“. Er vergab 9,5 von zehn Punkten.
Steve Huey von Allmusic vergab viereinhalb von fünf Sternen. Er nannte beim Album „alles“ einen Schritt nach vorn gegenüber dem Vorgänger. „Dies ist harter herausfordernder Hardrock voll von intellektueller Sensibilität und komplexem Zusammenspiel der Band.“
Im Jahr 2014 belegte das Album Platz 78 auf der Liste Die 100 besten Metal- und Hardrock-Alben aller Zeiten des Rolling Stone.

## Titelliste
1. Rusty Cage – 4:26 (Musik: Cornell)
2. Outshined – 5:11 (Cornell)
3. Slaves & Bulldozers – 6:56 (Cornell, Shepherd)
4. Jesus Christ Pose – 5:51 (Cameron, Cornell, Shepherd, Thayil)
5. Face Pollution – 2:24 (Shepherd)
6. Somewhere – 4:21 (Shepherd, Text: Shepherd)
7. Searching with My Good Eye Closed – 6:31 (Cornell)
8. Room a Thousand Years Wide – 4:06 (Cameron, Text: Thayil)
9. Mind Riot – 4:49 (Cornell)
10. Drawing Flies – 2:25 (Cameron)
11. Holy Water – 5:07 (Cornell)
12. New Damage – 5:40 (Thayil, Cameron)

Alle Texte stammen von Chris Cornell, außer wo anders angegeben.
Am 23. Juni 1992, zur Lollapalooza-Tour, erschien eine Limited Edition des Albums mit einer zweiten CD bzw. EP, Satanoscillatemymetallicsonatas (kurz: SOMMS). Der Name ist ein Palindrom. Sie enthielt drei Cover-Stücke, darunter Black Sabbaths Into the Void. Bei den Grammy Awards 1993 wurde „Into the Void (Sealth)“ als „Beste Metal Performance“ nominiert.